# Schnurrvögel
Die Schnurrvögel (Pipridae), auch Manakins oder Pipras genannt, sind eine artenreiche Familie in der Ordnung der Sperlingsvögel (Passeriformes). Der Name für diese Vogelfamilie leitet sich davon ab, dass einige der Arten bei Balztänzen oder Flügen schnurrende oder knackende Geräusche erzeugen. Bei diesen Arten sind die Schäfte der Armschwingen aufgetrieben und lufthaltig, die äußeren Handschwingen hingegen stark verschmälert.

## Verbreitung

Verbreitung in Südamerika

Schnurrvögel bewohnen die tropischen Wälder in Mittel- und Südamerika.

## Merkmale
Die kleinen farbenreichen Vögel erreichen eine Körperlänge zwischen 8 und 19 Zentimetern; etwa in der Größenordnung der Meisen. Sie verfügen meist über kurze Schwanzfedern, kurze Flügel, und, im Verhältnis zum Körper, über zierliche Beine. Lange Schwanzfedern sind jedoch vor allem bei den Männchen einiger Arten zu sehen. Bei dem relativ breiten, nach vorne spitz auslaufenden Schnabel liegt der Oberschnabel etwas über dem Unterschnabel. Die Gefiederfarbe innerhalb einer Art macht die Geschlechter bei vielen Arten unterscheidbar. Männchen besitzen eine dunkle, fast schwarze oder grünlichbraune Grundfärbung mit großen Flecken grell kontrastierender Primärfarben auf dem Kopf, am Bauch oder auf der Rückenpartie. Die Weibchen sind meist unscheinbar olivgrün gefärbt.

## Ernährung
Schnurrvögel ernähren sich überwiegend von Insekten, die sie oft ähnlich wie die Tangaren dadurch finden, dass sie den Zügen der Wanderameisen folgen und die flüchtenden und aufgeschreckten Insekten vertilgen. Bei ihrer Suche nach Insekten meiden sie offenes Gelände oder schutzlose Stellen und hüpfen meist von Ast zu Ast. Selten fliegen sie bei der Nahrungssuche. Auch Früchte stehen auf dem Speiseplan.

## Fortpflanzung
Bei den Schnurrvögeln gibt es keine feste Partnerschaft. Ein Weibchen kann von mehreren Männchen begattet werden. Das Nest mit ein bis zwei Eiern, das aus Pflanzenfasern und Tierhaaren besteht, wird häufig hoch auf den Bäumen erbaut und befindet sich meist in einer Astgabelung. Es ist die Aufgabe des Weibchens das Nest zu bauen, die Eier auszubrüten und die Jungen aufzuziehen.

## Gattungen und Arten (Auswahl)
- Antilophia

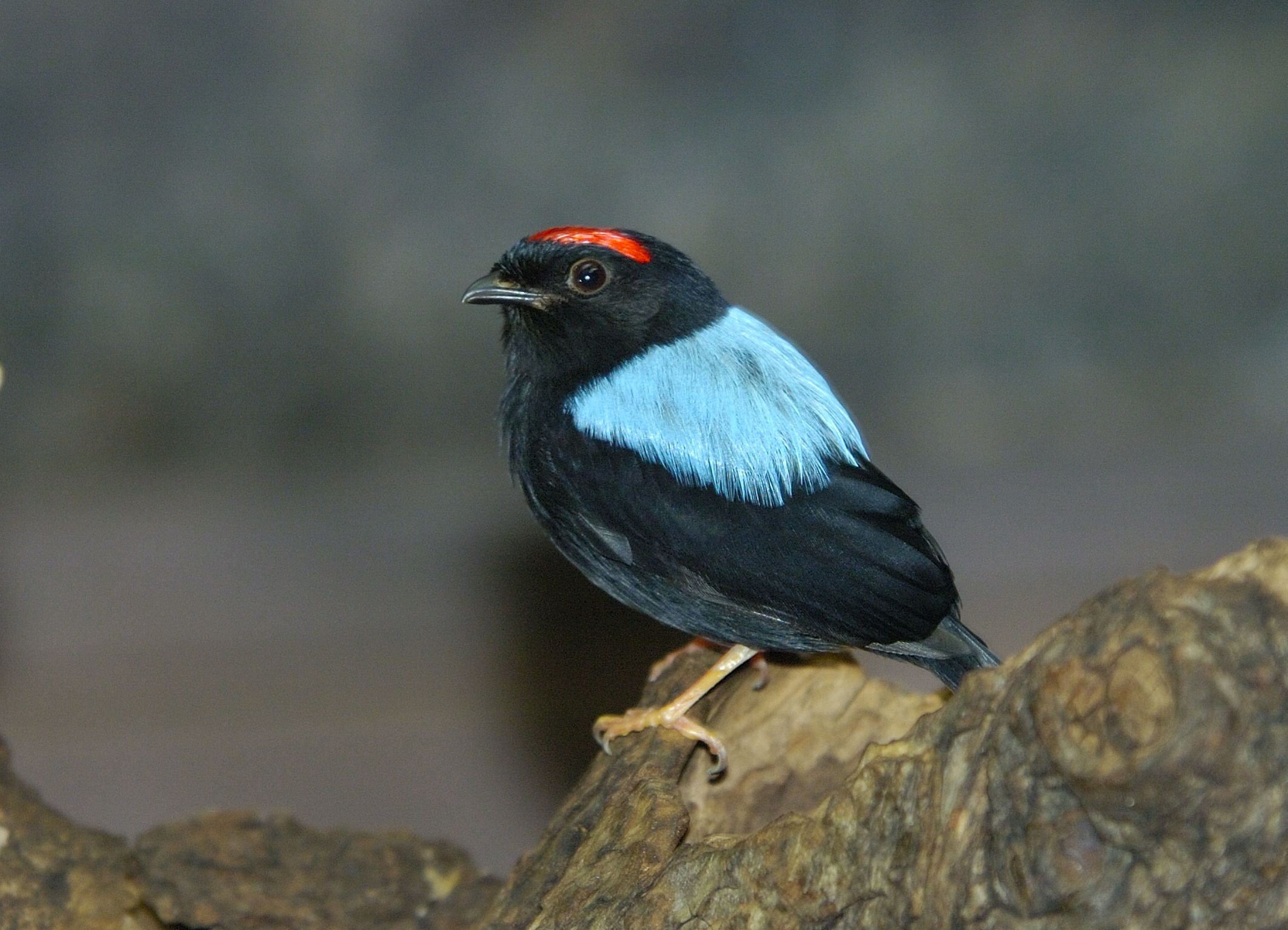
Prachtpipra (Chiroxiphia pareola)

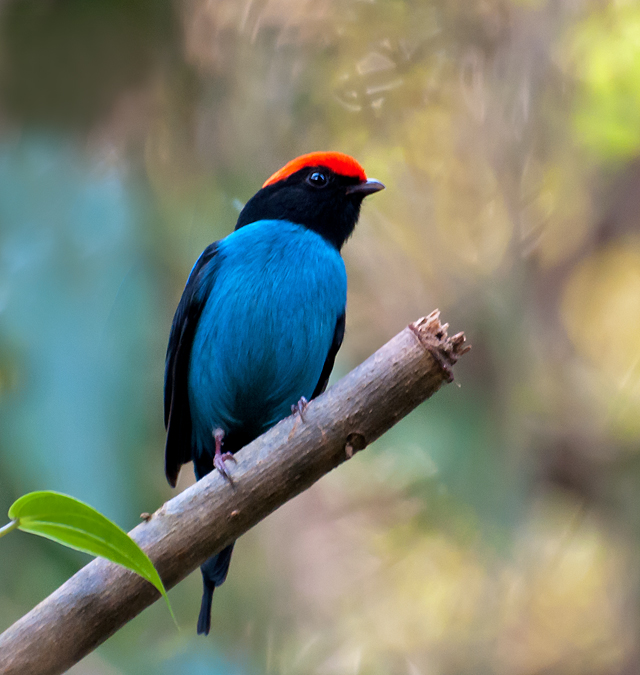
Blaubrustpipra

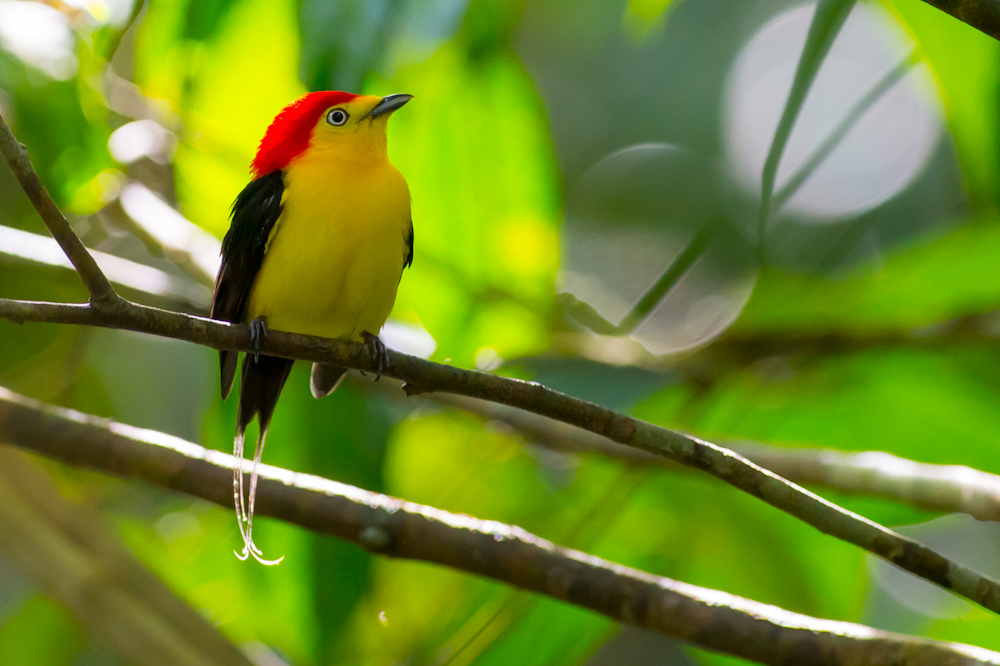
Fadenpipra

  - Araripepipra (Antilophia bokermanni)
  - Helmpipra (Antilophia galeata)
- Chiroxiphia
  - Blaubrustpipra  (Chiroxiphia caudata)
  - Lanzettschwanzpipra  (Chiroxiphia lanceolata)
  - Prachtpipra (Chiroxiphia pareola)
- Chloropipo
  - Goldkappenpipra (Chloropipo flavicapilla)
  - Einfarbpipra (Chloropipo unicolor)
  - Grünpipra (Chloropipo holochlora) jetzt Cryptopipo holochlora
- Corapipo
  - Weißkragenpipra (Corapipo altera)
  - Östliche Weißkehlpipra (Corapipo gutturalis)
  - Westliche Weißkehlpipra (Corapipo leucorrhoa)
- Heterocercus
  - Orangescheitelpipra (Heterocercus aurantiivertex)
  - Grauwangenpipra (Heterocercus flavivertex)
- Ilicura
  - Rotbürzelpipra (Ilicura militari)
- Lepidothrix
  - Blauscheitelpipra (Lepidothrix coronata)
  - Blaubürzelpipra (Lepidothrix isidorei)
- Machaeropterus
  - Keulenschwingenpipra (Machaeropterus deliciosus)
  - Machaeropterus eckelberryi[2]
  - Streifenpipra (Machaeropterus regulus)
- Manacus
  - Weißbandpipra (Manacus candei)
  - Goldbandpipra oder Säbelpipra (Manacus manacus)
- Masius
  - Goldschwingenpipra (Masius chrysopterus)
- Neopelma
  - Goldscheitelpipra (Neopelma chrysocephalum)
  - Westliche Gelbbauchpipra (Neopelma sulphureiventer)
- Pipra
  - Gelbkopfpipra oder Goldkopfpipra (Pipra erythrocephala)
  - Schwanzbindenpipra (Pipra fasciicauda)
  - Fadenpipra (Pipra filicauda)
  - Gelbhosenpipra (Pipra mentalis)
  - Weißscheitelpipra (Pipra pipra)
  - Orangebauchpipra (Pipra suavissima)
  - Gelbscheitelpipra (Pipra vilasboasi)
- Tyranneutes
  - Südliche Zwergpipra (Tyranneutes stolzmanni)
- Xenopipo
  - Schwarzpipra (Xenopipo atronitens)
  - Goldkappenpipra (Xenopipo flavicapilla)
  - Grünpipra (Xenopipo holochlora)
  - Atlaspipra (Xenopipo unicolor)
  - Tepuipipra (Xenopipo uniformis)

## Einzelbelege
1. ↑   Baars: Fruchtfresser und Blütenbesucher. S. 48.
2. ↑  Daniel Franklin Lane,  Andrew Ward Kratter and John Patton O’Neill. 2017. A New Species of Manakin (Aves: Pipridae; Machaeropterus) from Peru with A Taxonomic Reassessment of the Striped Manakin (M. regulus) complex. Zootaxa. 4320(2); 379–390, doi:10.11646/zootaxa.4320.2.11.